# Duboki Dol
Duboki Dol es una localidad de Croacia en el ejido del municipio de Gračac, condado de Zadar.

## Geografía
Se encuentra a una altitud de 5588 m s. n. m. a 271 km de la capital nacional, Zagreb.

## Demografía
Para la fecha del censo 2011 la localidad se encontraba deshabitada.
| Gráfica de población de Duboki Dol 1857-2011                        |
|                                                                     |
| Según los censos de población de la oficina estadística de Croacia. |